# St. Louis Film Critics Association Award per la miglior attrice
Il St. Louis Film Critics Association Award per la miglior attrice è uno dei premi annuali conferiti dal St. Louis Film Critics Association.

## Vincitrici

### Anni 2000
- 2004
  - Hilary Swank - Million Dollar Baby
- 2005
  - Judi Dench - Lady Henderson presenta (Mrs Henderson Presents)
  - Claire Danes - Shopgirl
  - Felicity Huffman - Transamerica
  - Keira Knightley - Orgoglio e pregiudizio (Pride & Prejudice)
  - Laura Linney - Il calamaro e la balena (The Squid and the Whale)
  - Gwyneth Paltrow - Proof - La prova (Proof)
  - Charlize Theron - North Country - Storia di Josey (North Country)
  - Reese Witherspoon - Quando l'amore brucia l'anima - Walk the Line (Walk the Line)
- 2006
  - Helen Mirren - The Queen - La regina (The Queen)
  - Annette Bening - Correndo con le forbici in mano (Running with Scissors)
  - Juliette Binoche - Complicità e sospetti (Breaking and Entering)
  - Judi Dench - Diario di uno scandalo (Notes on a Scandal)
  - Kate Winslet - Little Children
- 2007
  - Ellen Page - Juno
  - Cate Blanchett - Elizabeth: The Golden Age
  - Julie Christie - Away from Her - Lontano da lei (Away from Her)
  - Marion Cotillard - La vie en rose (La Môme)
  - Jodie Foster - Il buio nell'anima (The Brave One)
  - Laura Linney - La famiglia Savage (The Savages)
- 2008
  - Kate Winslet - Revolutionary Road  e The Reader - A voce alta (The Reader)
  - Angelina Jolie - Changeling
  - Cate Blanchett - Il curioso caso di Benjamin Button (The Curious Case of Benjamin Button)
  - Anne Hathaway - Rachel sta per sposarsi (Rachel Getting Married)
- 2009
  - Carey Mulligan - An Education
  - Saoirse Ronan - Amabili resti (The Lovely Bones)
  - Maya Rudolph - American Life
  - Gabourey Sidibe - Precious
  - Meryl Streep - Julie & Julia

### Anni 2010
- 2010
  - Natalie Portman - Il cigno nero (Black Swan)
  - Nicole Kidman - Rabbit Hole
  - Jennifer Lawrence - Un gelido inverno (Winter's Bone)
  - Noomi Rapace - Uomini che odiano le donne
  - Naomi Watts - Fair Game - Caccia alla spia (Fair Game)
- 2011
  - Rooney Mara - Millennium - Uomini che odiano le donne (The Girl with the Dragon Tattoo)
  - 2º classificato (ex aequo): Meryl Streep - The Iron Lady
  - 2º classificato (ex aequo): Michelle Williams - Marilyn (My Week with Marilyn)
  - Viola Davis - The Help
  - Elizabeth Olsen - La fuga di Martha (Martha Marcy May Marlene)
  - Saoirse Ronan - Hanna
- 2012
  - Jessica Chastain - Zero Dark Thirty
  - 2º classificato: Jennifer Lawrence - Il lato positivo - Silver Linings Playbook (Silver Linings Playbook)
  - Helen Mirren - Hitchcock
  - Aubrey Plaza - Safety Not Guaranteed
  - Quvenzhané Wallis - Re della terra selvaggia (Beasts of the Southern Wild)
- 2013
  - Cate Blanchett - Blue Jasmine
  - 2º classificato: Meryl Streep - I segreti di Osage County (August: Osage County)
  - Amy Adams - American Hustle - L'apparenza inganna (American Hustle)
  - Sandra Bullock - Gravity
  - Judi Dench - Philomena
  - Emma Thompson - Saving Mr. Banks
- 2014
  - Rosamund Pike - L'amore bugiardo - Gone Girl (Gone Girl)
  - Marion Cotillard - Due giorni, una notte (Deux jours, une nuit)
  - Felicity Jones - La teoria del tutto (The Theory of Everything)
  - Julianne Moore - Still Alice
  - Reese Witherspoon - Wild
- 2015
  - Brie Larson - Room
  - 2ª classificata: Saoirse Ronan - Brooklyn
  - Cate Blanchett - Carol
  - Charlize Theron - Mad Max: Fury Road
  - Alicia Vikander - The Danish Girl
- 2016
  - Isabelle Huppert - Elle
  - 2ª classificata: Natalie Portman - Jackie
  - Amy Adams - Arrival
  - Ruth Negga - Loving
  - Emma Stone - La La Land
- 2017
  - Frances McDormand - Tre manifesti a Ebbing, Missouri (Three Billboards Outside Ebbing, Missouri)
  - Sally Hawkins - La forma dell'acqua - The Shape of Water (The Shape of Water)
  - Saoirse Ronan - Lady Bird
  - Kristen Stewart - Personal Shopper
  - Meryl Streep - The Post
- 2018
  - Toni Collette - Hereditary - Le radici del male (Hereditary)
  - Olivia Colman - La favorita (The Favourite)
  - Lady Gaga - A Star Is Born
  - Charlize Theron - Tully
  - Glenn Close - The Wife - Vivere nell'ombra (The Wife)
- 2019
  - Scarlett Johansson - Storia di un matrimonio (Marriage Story)
  - Cynthia Erivo - Harriet
  - Saoirse Ronan - Piccole donne (Little Women)
  - Charlize Theron - Bombshell - La voce dello scandalo (Bombshell)
  - Renée Zellweger - Judy

### Anni 2020
- 2020
  - Carey Mulligan - Una donna promettente (Promising Young Woman)
  - Jessie Buckley - Sto pensando di finirla qui (I'm Thinking of Ending Things)
  - Viola Davis - Ma Rainey's Black Bottom
  - Vanessa Kirby - Pieces of a Woman
  - Frances McDormand - Nomadland
- 2021[2][3]
  - Kristen Stewart - Spencer
  - Jessica Chastain - Gli occhi di Tammy Faye (The Eyes of Tammy Faye)
  - Olivia Colman - La figlia oscura
  - Lady Gaga - House of Gucci
  - Nicole Kidman - Being the Ricardos
- 2022[4]
  - Michelle Yeoh - Everything Everywhere All at Once
  - Cate Blanchett - Tár
  - Danielle Deadwyler - Till
  - Mia Goth - Pearl
  - Emma Thompson - Il piacere è tutto mio (Good Luck To You, Leo Grande)
  - Michelle Williams - The Fabelmans
- 2023[5]
  - Lily Gladstone – Killers of the Flower Moon
  - Margot Robbie – Barbie
  - Greta Lee – Past Lives
  - Natalie Portman – May December
  - Emma Stone – Povere creature! (Poor Things)
- 2024[6]
  - Mikey Madison – Anora
  - Marianne Jean-Baptiste – Hard Truths
  - Pamela Anderson – The Last Showgirl
  - Cynthia Erivo – Wicked (Wicked: Part I)
  - Demi Moore – The Substance
  - Saoirse Ronan – The Outrun